# Onthophagus
Onthophage
Genre
Synonymes
- Chalcoderus Erichson, 1848
- Gonocyphus van Lansberge, 1885
- Macropocopris Arrow, 1920
- Monapus Erichson, 1848
- Psilax Erichson, 1848
- Tauronthophagus Shipp, 1895

Onthophagus, et onthophage en français, est un genre d'insectes coléoptères de la super-famille des scarabées.
Le genre Onthophagus est le plus grand genre de Scarabaeinae. Il y a actuellement plus de 1 800 espèces appartenant à ce genre. Ce genre a évolué dans l'ancien monde et a pour origine la région Afrotropicale et orientale. Il a ensuite colonisé la région Paléarctique, Australasienne et enfin la région Néarctique et Néotropicale. 

## Classification
Le genre Onthophagus et décrit par Latreille en 1802,.

## Espèces rencontrées en Europe
Selon Fauna Europaea (19 février 2019) :
- Onthophagus (Amphionthophagus)
  - Onthophagus melitaeus (Fabricius, 1798)
- Onthophagus (Furconthophagus)
  - Onthophagus furcatus (Fabricius, 1781)
- Onthophagus (Onthophagus)
  - Onthophagus illyricus (Scopoli, 1763)
  - Onthophagus taurus (Schreber, 1759)
  - Onthophagus binodis (Thunberg, 1818)
- Onthophagus (Palaeonthophagus)
  - Onthophagus albarracinus Baraud, 1979
  - Onthophagus angorensis Petrovitz, 1963
  - Onthophagus baraudi Nicolas, 1964
  - Onthophagus coenobita (Herbst, 1783)
  - Onthophagus cruciatus Ménetriés, 1832
  - Onthophagus dellacasai Pittino & Mariani, 1981
  - Onthophagus excisus Reiche & Saulcy, 1856
  - Onthophagus fissicornis Steven, 1809
  - Onthophagus fracticornis (Preyssler, 1790)
  - Onthophagus gibbulus (Pallas, 1781)
  - Onthophagus grossepunctatus Reitter, 1905
  - Onthophagus joannae Goljan, 1953
  - Onthophagus kindermanni Harold, 1877
  - Onthophaguskolenatii Reitter, 1893
  - Onthophagus latigena d'Orbigni, 1897
  - Onthophagus lemur (Fabricius, 1781)
  - Onthophagus leucostigma Steven, 1811
  - Onthophagus lucidus (Sturm, 1800)
  - Onthophagus macedonicus Miksic, 1959
  - Onthophagus marginalis Gebler, 1817
- -     - Onthophagus marginalis andalusicus Waltl, 1835
    - Onthophagus marginalis marginalis Gebler, 1817

  - Onthophagus massai Baraud, 1975
  - Onthophagus merdarius Chevrolat, 1865
  - Onthophagus nuchicornis (Linnaeus, 1758)
  - Onthophagus opacicollis Reitter, 1893
  - Onthophagus ovatus (Linnaeus, 1767)
  - Onthophagus panici Petrovitz, 1964
  - Onthophagus ponticus Harold, 1883
  - Onthophagus ruficapillus Brullé, 1832
  - Onthophagus semicornis (Panzer, 1798)
  - Onthophagus sericatus Reitter, 1893
  - Onthophagus similis (Scriba, 1790)
  - Onthophagus stylocerus Graëlls, 1851
  - Onthophagus suturellus Brullé, 1832
  - Onthophagus tesquorum Semenov-Tian-Shanskii & Medvedev, 1927
  - Onthophagus trigibber Reitter, 1893
  - Onthophagus vacca (Linnaeus, 1767)
  - Onthophagus verticicornis (Laicharting, 1781)
  - Onthophagus vitulus (Fabricius, 1776)
- Onthophagus (Relictonthophagus)
  - Onthophagus emarginatus Mulsant & Godart, 1842
  - Onthophagus nigellus (Illiger, 1803)
  - Onthophagus punctatus (Illiger, 1803)
- Onthophagus (Trichonthophagus)
  - Onthophagus hirtus (Illiger, 1803)
  - Onthophagus maki (Illiger, 1803)

## Espèces fossiles
Selon Paleobiology Database en 2023, ce genre compte huit espèces fossiles référencées :
- †Onthophagus arvernus, Piton and Théobald 1939
- †Onthophagus bisontinus, Heer 1862
- †Onthophagus crassus, Heer 1862
- †Onthophagus everestae, Pierce 1946
- †Onthophagus ovatulus, Heer 1847
- †Onthophagus pilauco, Tello et al. 2021
- †Onthophagus prodromus, Heer 1862
- †Onthophagus statzi, Krell 1990

## Galerie

Quelques espèces vivantes du genre Onthophagus.
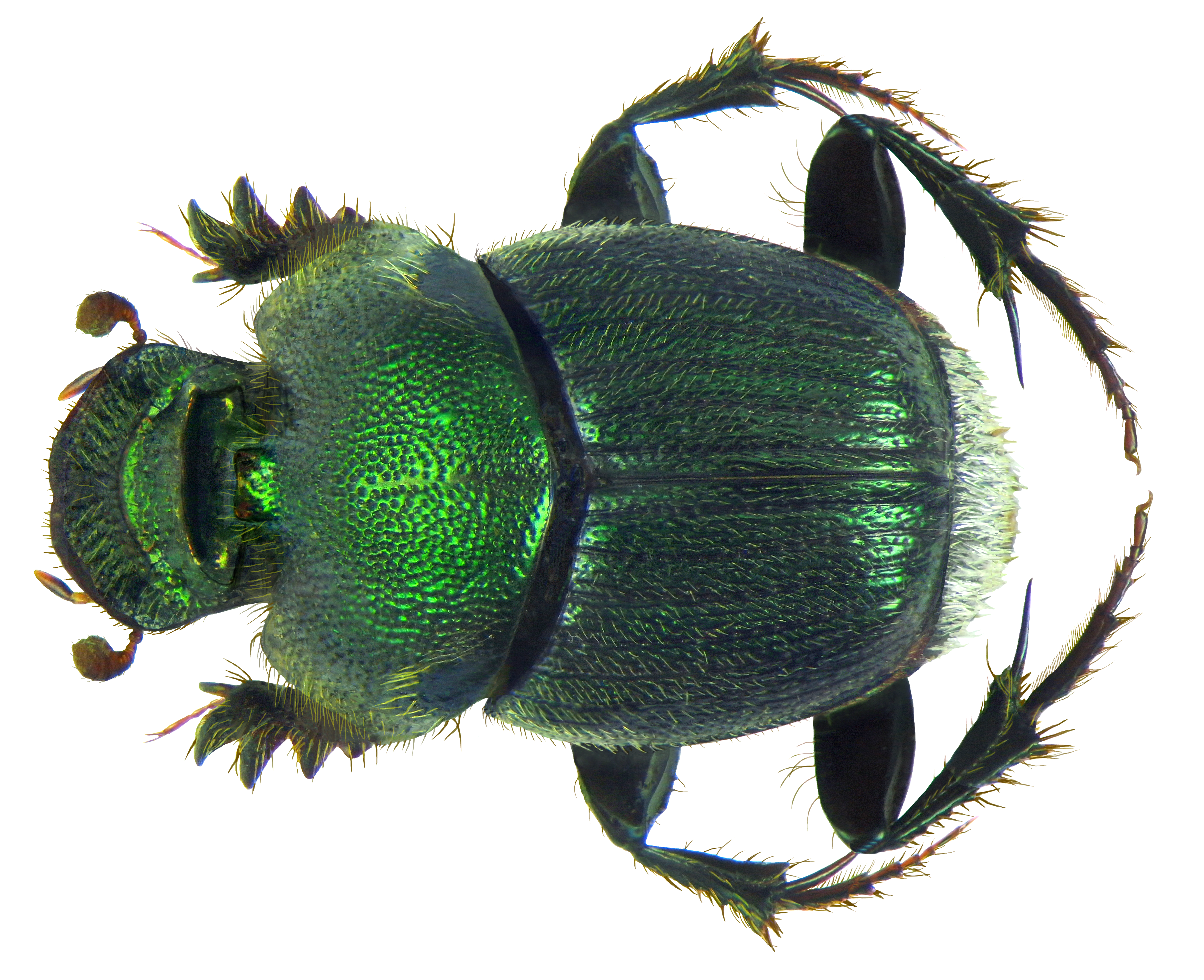
Onthophagus aeruginosus.
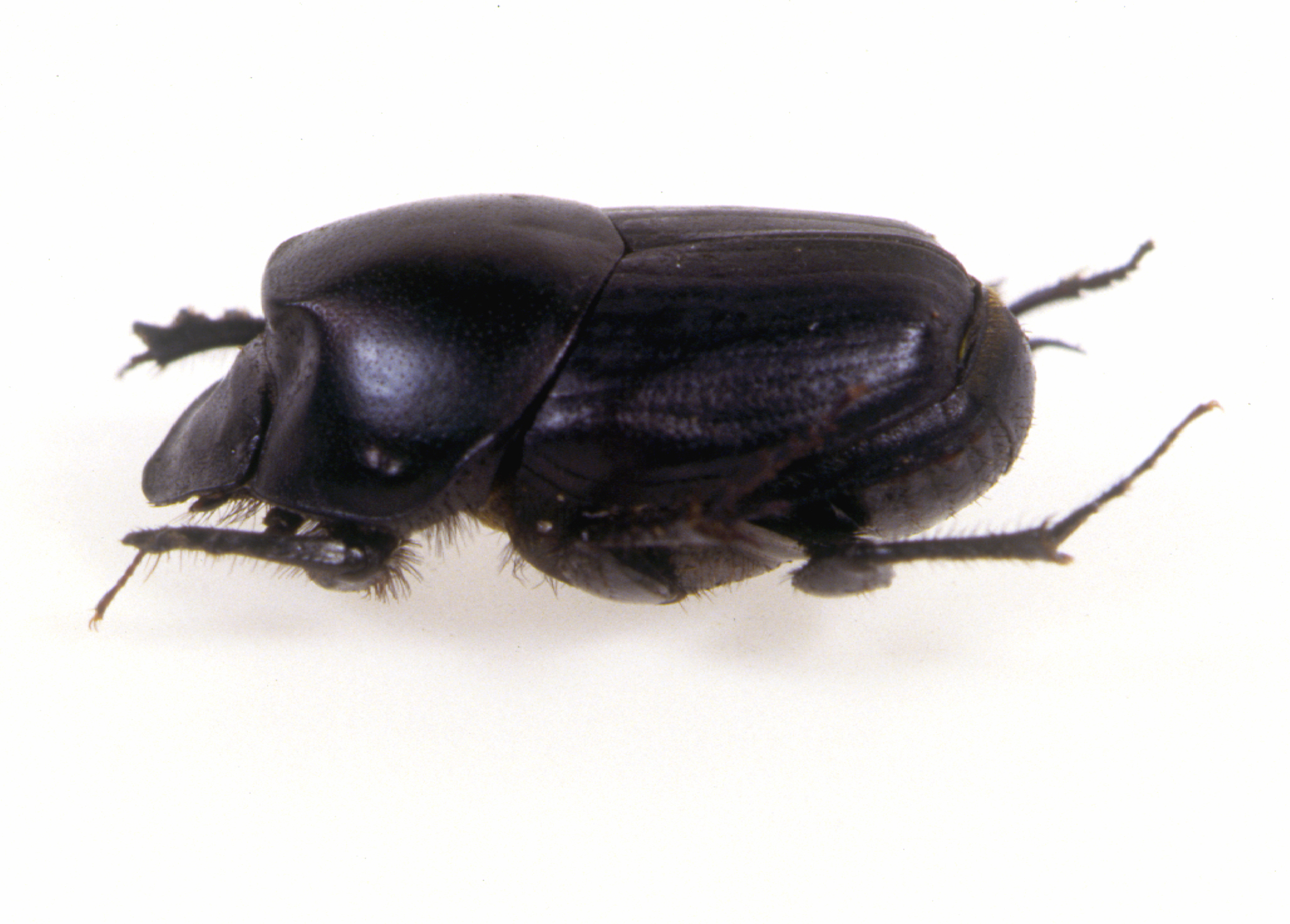
Onthophagus binodis.
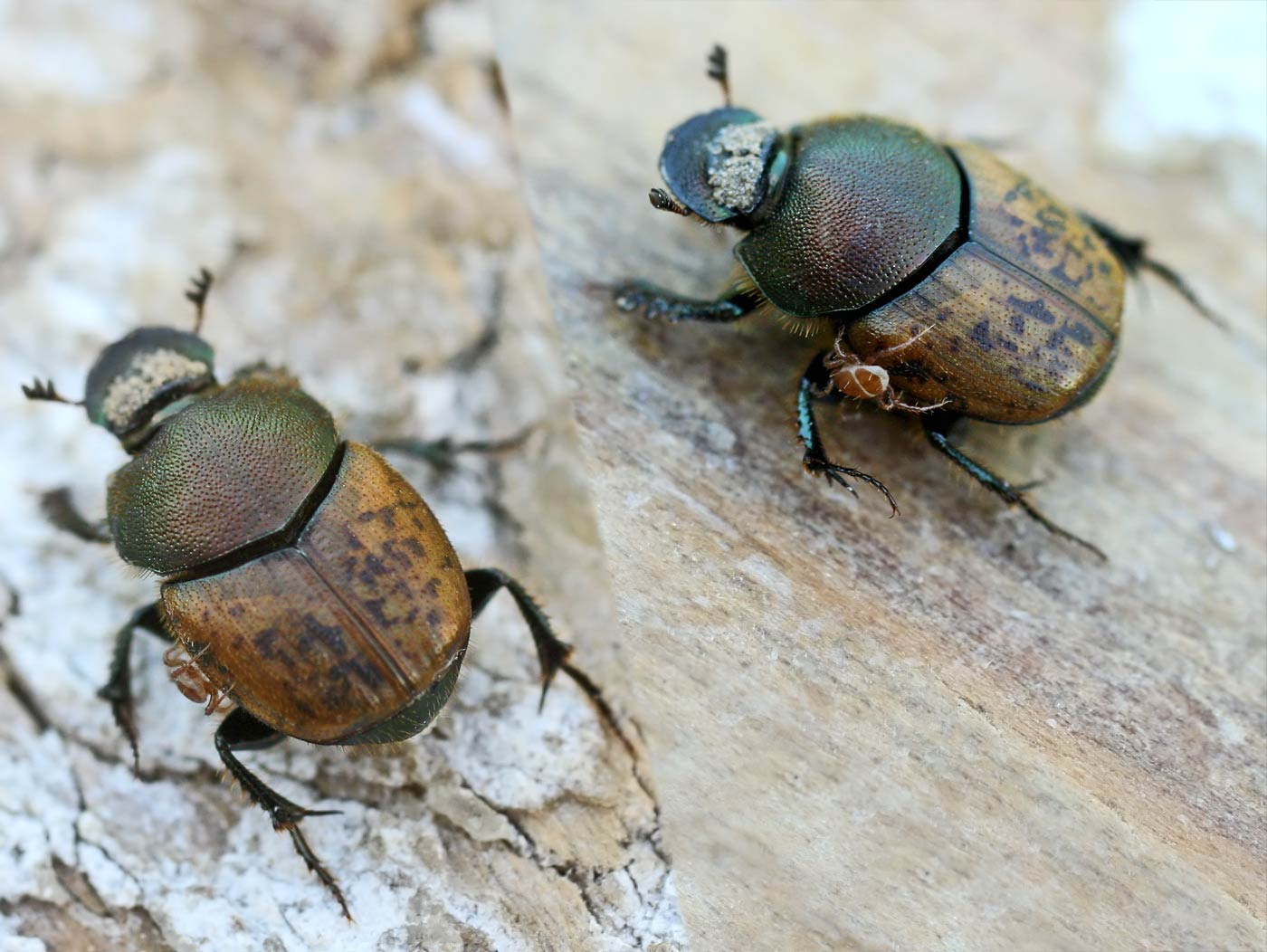
Onthophagus coenobita.
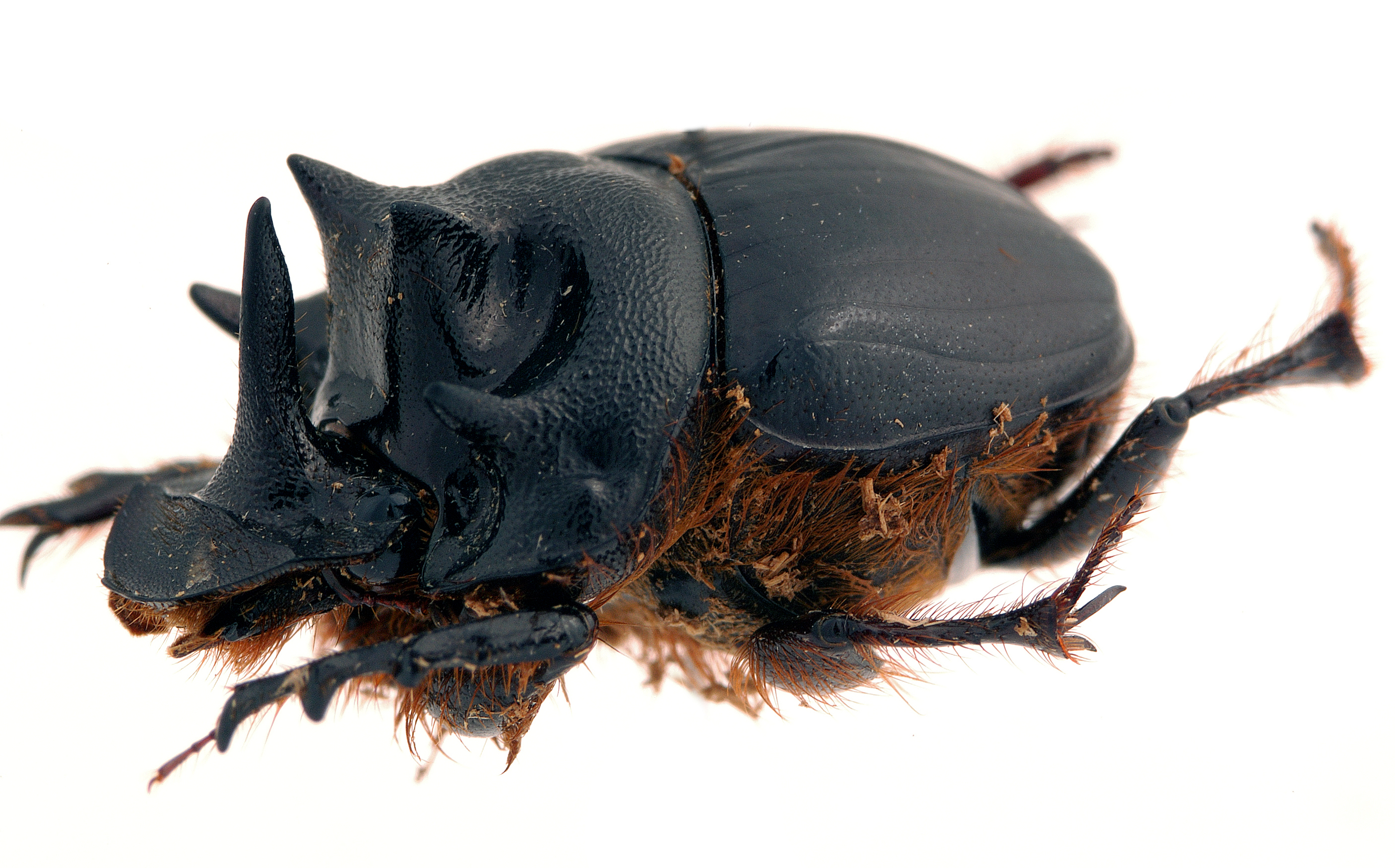
Onthophagus pentacanthus.
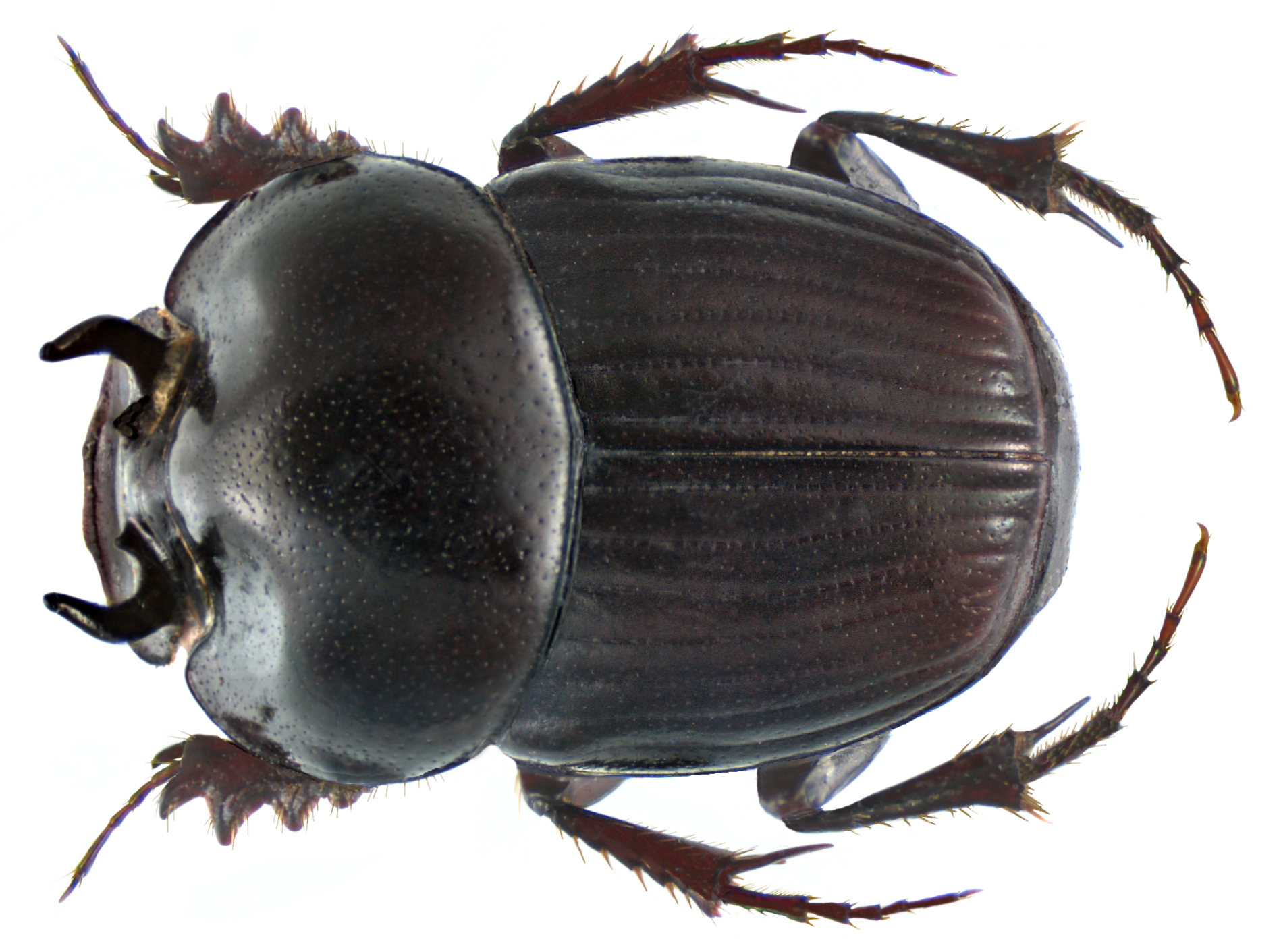
Onthophagus quadridentatus.
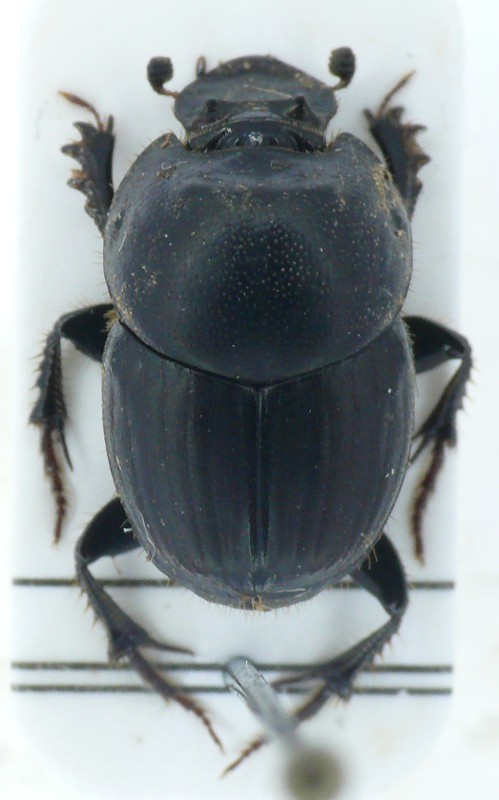
Onthophagus taurus.

### Publication originale
- P. A. Latreille, Histoire Naturelle, Générale et Particulière des Crustacés et des Insectes, vol. Tome Troisième, 1802, 1-467 p.